# Монтальто-Уффуго
Монтальто-Уффуго, Монтальто-Уффуґо (італ. Montalto Uffugo, сиц. Muntàutu) — муніципалітет в Італії, у регіоні Калабрія,  провінція Козенца.
Монтальто-Уффуго розташоване на відстані близько 420 км на південний схід від Рима, 70 км на північний захід від Катандзаро, 15 км на північний захід від Козенци.
Населення — 19 517 осіб (2014).

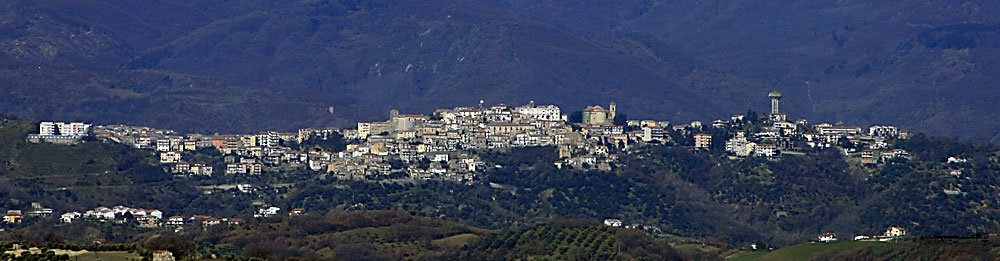

Щорічний фестиваль відбувається 12 лютого. Покровитель — Madonna della Serra.

## Демографія
Населення за роками:

Станом на 1 січня 2023 року в муніципалітеті офіційно проживало 735 іноземців з 49 країн, серед них 261 громадянин країн Євросоюзу та 53 громадяни України.

## Сусідні муніципалітети
- Фускальдо
- Латтарико
- Луцці
- Паола
- Ренде
- Розе
- Сан-Бенедетто-Уллано
- Сан-Філі
- Сан-Вінченцо-Ла-Коста